# Peter Chao Yung-Chi
Peter Chao Yung-Chi (chinesisch 趙永吉, Pinyin Zhào Yǒng Jí; * 28. März 1973 in Taichung) ist ein taiwanischer römisch-katholischer Geistlicher und Weihbischof in Taipeh.

## Leben
Peter Chao Yung-Chi studierte Philosophie und Katholische Theologie an der Faculty of Theology of St. Robert Bellarmine in Taipeh. Nach weiterführenden Studien erwarb er an der Katholischen Fu-Jen-Universität ein Lizenziat im Fach Religionswissenschaft. Am 3. Februar 2001 empfing er durch den Bischof von Chiayi, Peter Liu Cheng-chung, das Sakrament der Priesterweihe für das Bistum Chiayi.
Nach der Priesterweihe war Peter Chao Yung-Chi zunächst als Pfarrvikar der Kathedrale St. John in Chiayi (2001–2002) und der Pfarrei Our Lady of Sorrows in Chiayi (2002–2003) tätig, bevor er 2003 Subregens des regionalen Priesterseminars von Taiwan wurde. Von 2015 bis 2022 war er Pfarrer der Pfarreien Immaculate Conception und St. Catherine in Dalin. Zudem wirkte er von 2016 bis 2022 als Kaplan am Anna Nursing Home und am Chung-Jen Junior College of Nursing, Health Science and Management in Chiayi. Ab 2023 war Peter Chao Yung-Chi Pfarrer der Kathedrale St. John in Chiayi. Daneben fungierte er bereits ab 2016 als Kanzler der Kurie des Bistums Chiayi.
Am 5. Februar 2025 ernannte ihn Papst Franziskus zum Titularbischof von Rusguniae und zum Weihbischof in Taipeh. Der Erzbischof von Taipeh, Thomas Chung An-zu, spendete ihm am 3. April desselben Jahres in der Kirche der Katholischen Fu-Jen-Universität die Bischofsweihe; Mitkonsekratoren waren der Bischof von Chiayi, Norbert Pu, und der Bischof von Kaohsiung, Peter Liu Cheng-chung. Sein Wahlspruch Mitis et humilis corde („Sanftmütig und demütig von Herzen“) stammt aus Mt 11,29 .